# Kościół Ducha Świętego w Rudzie Śląskiej
Kościół Ducha Świętego – rzymskokatolicki kościół parafialny należący do dekanatu Ruda Śląska archidiecezji katowickiej. Znajduje się w Czarnym Lesie, dzielnicy Rudy Śląskiej.
Projekt świątyni razem z obliczeniami statycznymi, kosztorysem i robotami obocznymi został sporządzony w 1936 roku przez architekta Jana Affę. Prace budowlane rozpoczęto w 1937 roku, natomiast w 1938 roku świątynia została ukończona i poświęcona przez biskupa sufragana Juliusza Bieńka. Kościół jest budowlą murowaną, otynkowaną zarówno wewnątrz jak i na zewnątrz. Detalami architektonicznymi są: betonowy cokół oraz przeciągnięty przez budowlę gzyms wieńczący i zadaszenia nad oknami. Świątynia została zbudowana na planie krzyża łacińskiego, z niewyodrębnionymi pomieszczeniami umieszczonymi przy prezbiterium, prostokątnie zamykającymi świątynię od strony północnej. Od strony południowej nawa zamknięta jest masywną trzykondygnacyjną wieżą, mieszczącą w przyziemiu główny przedsionek, z kolei od strony wschodniej dobudowany jest do niej przedsionek wejścia bocznego, wzniesiony na planie prostokąta. Wnętrze jest trzynawowe, pseudobazylikowe, składa się z korpusu nawowego o szerokości pięciu przęseł i węższego jednoprzęsłowego prezbiterium, wydzielonego arkadą zamkniętą łukiem eliptycznym. Nawę główną oddzielają od naw bocznych filary na planie prostokąta. Nawa główna jest nakryta sklepieniem kolebkowym opartym na gurtach, natomiast nawy boczne – płaskim stropem. We wnętrzu znajdowała się polichromia przedstawiająca sceny Zesłania Ducha Świętego, która nie dotrwała do dziś.